# Felix Gottwald
Felix Gottwald (n. 13 ianuarie 1976, Zell am See, Salzburg, Austria) este un sportiv ce a reprezentat Austria, medaliat olimpic. A participat la 5 ediții ale Jocurilor Olimpice (1994, 1998, 2002, 2006, 2010) în care a câștigat 3 medalii de aur, o medalie de argint și 3 medalii de bronz.